# Caesar van Vendôme
Caesar van Vendôme (Kasteel van Coucy, 3 juni 1594 — Parijs, 11 oktober 1665), geboren als Caesar de Bourbon, was een buitenechtelijke zoon van koning Hendrik IV van Frankrijk bij diens maîtresse Gabrielle d'Estrées. Hij was hertog van Beaufort, Vendôme en Étampes.

## Biografie
Omstreek 1591 kregen Hendrik IV en Gabrielle d'Estrées een relatie. Caesar werd drie jaar later geboren als hun eerste kind in het kasteel van Coucy. Een jaar naar zijn geboorte werd hij door zijn vader erkend en in 1598 werd hij benoemd tot hertog van Vendôme. In datzelfde jaar verloofde hij zich met Francisca van Lotharingen.
Hij trouwde pas met Francisca in 1608 voor het koninklijke hof in het kasteel van Fontainebleau. Bij de aanvang van het koningschap van zijn halfbroer Lodewijk XIII was Caesar van Vendôme betrokken bij verschillende complotten tegen de koning. In 1626 was hij betrokken bij de Samenzwering van Chalois tegen kardinaal de Richelieu. Hiervoor werden hij en zijn broer Alexander opgepakt. Hij werd vier jaar lang vastgehouden in het kasteel van Vincennes voor hij in 1630 werd verbannen naar de Republiek der Zeven Verenigde Nederlanden.
Twee jaar later keerde hij weer terug, maar Caesar werd direct weer opgepakt omdat men vermoedde dat hij kardinaal de Richelieu wilde vermoorden. Ditmaal week hij uit naar Engeland. Hij keerde in 1642 terug in Frankrijk. Kort na zijn terugkeer was hij betrokken bij een samenzwering tegen Jules Mazarin. Opnieuw werd Caesar van Vendôme verbannen. Hij verzoende zich met Mazarin na het huwelijk van zijn zoon Lodewijk met Laura Mancini en steunde Anna van Oostenrijk tijdens La Fronde.
In 1650 werd hij benoemd tot gouverneur van Bourgondië en een jaar later admiraal van Frankrijk. Tijdens La Fronde wist hij met succes Bordeaux te veroveren en twee jaar later was hij in staat om een Spaanse vloot te verslaan nabij Barcelona. Hij stierf in 1665 en werd begraven in de kapel van het kasteel van Vendôme.

## Huwelijk en kinderen
Caesar van Vendôme trouwde in 1608 met Francisca van Lotharingen en zij kregen samen drie kinderen:
- Lodewijk (1612-1669)
- Elisabeth (1614-1664)
- Frans (1616-1669)

## Varia
Het Parijse stadspaleis van Caesar van Vendôme lag iets ten noorden van het Louvre. Na zijn dood kocht de architect en ondernemer Jules Hardouin-Mansart het gebouw en liet het slopen om hier een fraai plein aan te leggen, de tegenwoordige Place Vendôme.